# Колежански рок
Колежанският рок е алтернативна рок музика, пускана от управляваните от студенти университетски и колежански радиостанции в Съединените щати и Канада през 1980-те години.
Плейлистите на станциите често са създавани от студенти, които избягват мейнстрийм рока, пускан по комерсиалните радиостанции.

## Музика
Това не е непременно жанров термин, но някои общи естетики сред колежанските рок банди съществуват, тъй като комбинират експериментирането на пост-пънк и новата вълна с по-мелодичен поп стил и ъндърграунд чувствителност.

## Забележителни примери
Различни изпълнители като REM, U2, the Cure, Red Hot Chili Peppers, Camper Van Beethoven, the Smiths, XTC, the Smithereens, the Replacements, 10,000 Maniacs и Pixies станаха едни от по-известните примери до края на 1980-те години. 

## Общ преглед
CMJ New Music Report – медия, която докладва за сцената, създава класация, която измерва популярността на изпълнители, изпълнявани по колежанското радио. Класациите на списанието са използвани от сп. „Ролинг Стоун“ и други медии. През септември 1988 г. сп. „Билборд“ въвежда класацията Modern Rock Tracks, която следи излъчването на модерни рок и колежански радиостанции.

## Наследство
До 190-те години използването на термина „колежански рок“ за този стил музика е до голяма степен заменено с термините „алтернативен“ и „инди рок“. Много колежански музикални директори от 1980-те години са имали успешни кариери в основната американска музикална индустрия.